# E-kids
E-girls та e-boys, іноді як e-kids — молодіжна субкультура покоління Z, що з'явилася наприкінці 2010-х років та яку особливо популяризував соцмедійний застосунок для створення та поширення відеофайлів та онлайн-трансляцій TikTok. Субкультура постала внаслідок розповсюдження емо, Дітей Сцени та готичної моди в поєднанні з молодіжними субкультурами Японії (зокрема, аніме, косплей, кавай та лоліта) й музичними жанрами Південної Кореї (зокрема, K-pop).
Відео у стилі «e-girls» та «e-boys», як правило, є кокетливими та часто відверто сексуальними.
Згідно з Business Insider, ці терміни не залежать від статі, а натомість стосуються двох окремих стилів моди, зазначаючи, що «хоч e-boys є вразливим до „softboi“ і приймає скейт-культуру, то e-girls на вигляд мила і здається невинною».

## Витоки

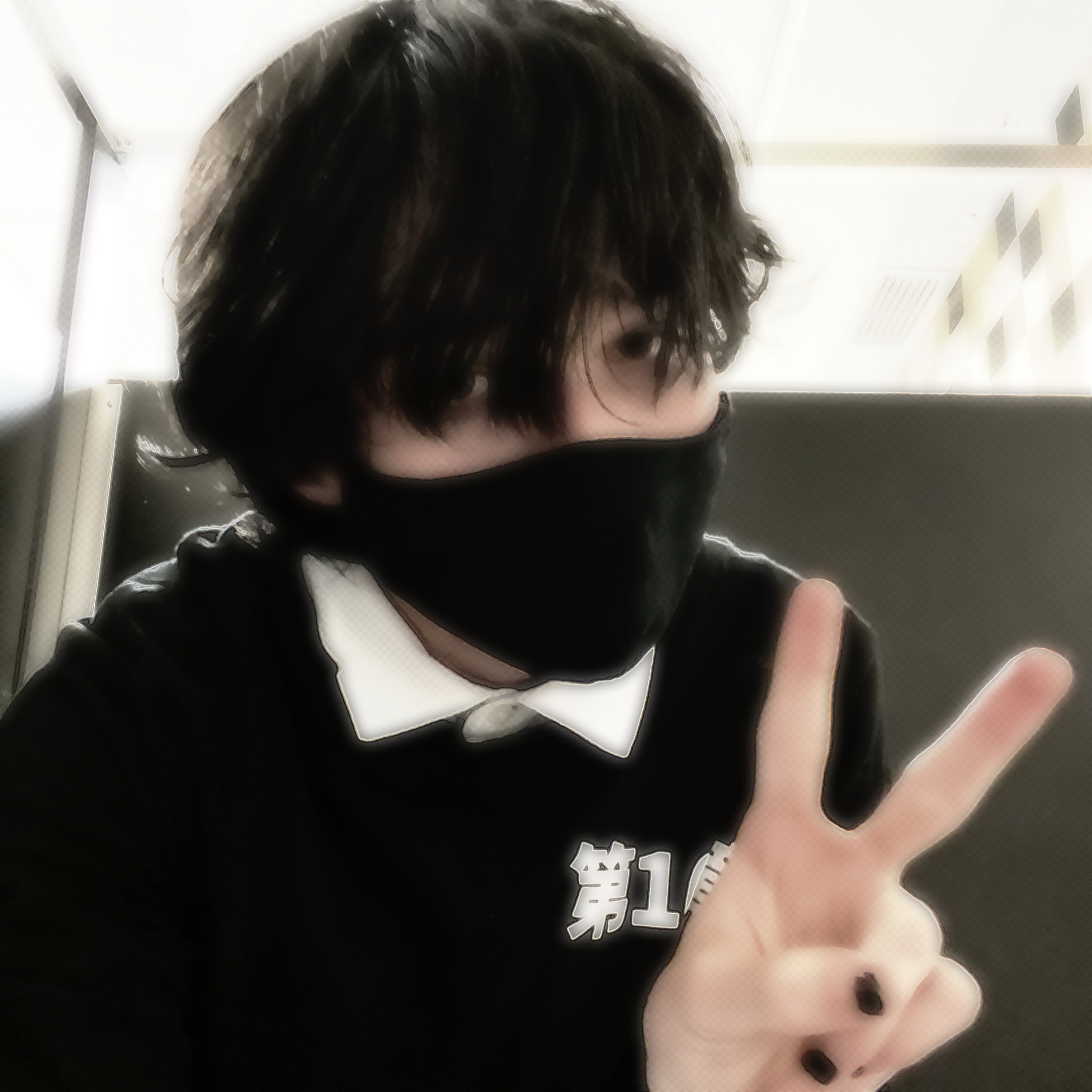
E-boy

Терміни «e-girl» та «e-boy» походять від «electronic boy» та «electronic girl» через їх асоціацію з Інтернетом. Термін «електронна дівчина» вперше було використано наприкінці 2000-х років як принизливе слово стосовно жінок, які, як вважається, шукають зайвої уваги від чоловіків у Інтернеті. Згідно зі статтею в Business Insider, найперші приклади «e-girl» з'явилися на Tumblr, а Vice Media стверджує, що субкультура виникла з ранніх культур емо та скіне. Дописувачка сайту Vox Ребекка Дженнінгс, натомість, назвала естетику Tumblr попередником субкультури, оскільки їй бракувало миловидного аспекту, який би визначав зачіску та макіяж «e-girl».

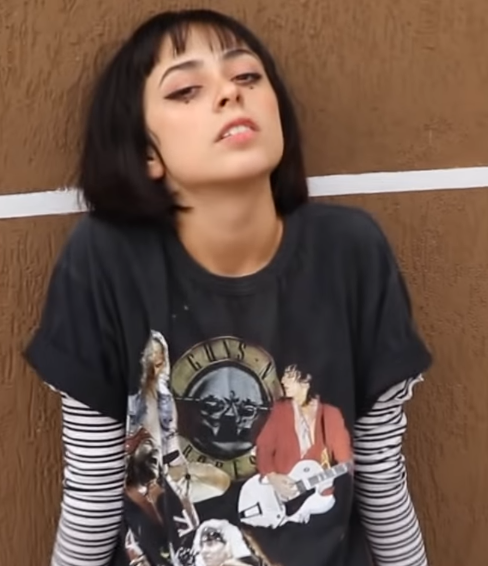
E-girl

Рубі Беррі з Heatworld простежує витоки моди на «e-girl» до японської вуличної моди 2000-х років, включаючи модні стилі аніме, каваї та лоліти. Кайла Марсі з Edited описала це як еволюцію емо, Дітей Сцени та готичної моди, на яку надто вплинули азійські стилі моди, такі як аніме, косплей та K-pop. iD назвав Авріл Лавін «оригінальною „e-girl“» через її вишуканий погляд на альтернативну моду, контраст з основними нормами того часу та близькість до японської культури каваї. Крім того, на розвиток субкультури вплинули такі вигадані персонажі, як Рамона Флауерс, Гарлі Квінн та Сейлор Мун.
Наприкінці 2010-х років культура «e-boys» відокремилася від цієї початкової повністю жіночої культури, охопивши елементи емо, малготу та сценічної культури. Популярність та надто смерть емо-репера Lil Peep також мали значний вплив на зародження цієї субкультури, а Нью-Йорк пост описує його як «святого музичного покровителя e-land». «E-boys» також використовують «естетику soft-boy», представляючи себе чутливими та вразливими. За даними Brown Daily Herald — це пов'язано з трансформацією ідеальної чоловічої привабливості від традиційно мускулінності до інтровертності, сором'язливості, емоційної вразливості та андрогінності.

## Пік популярності

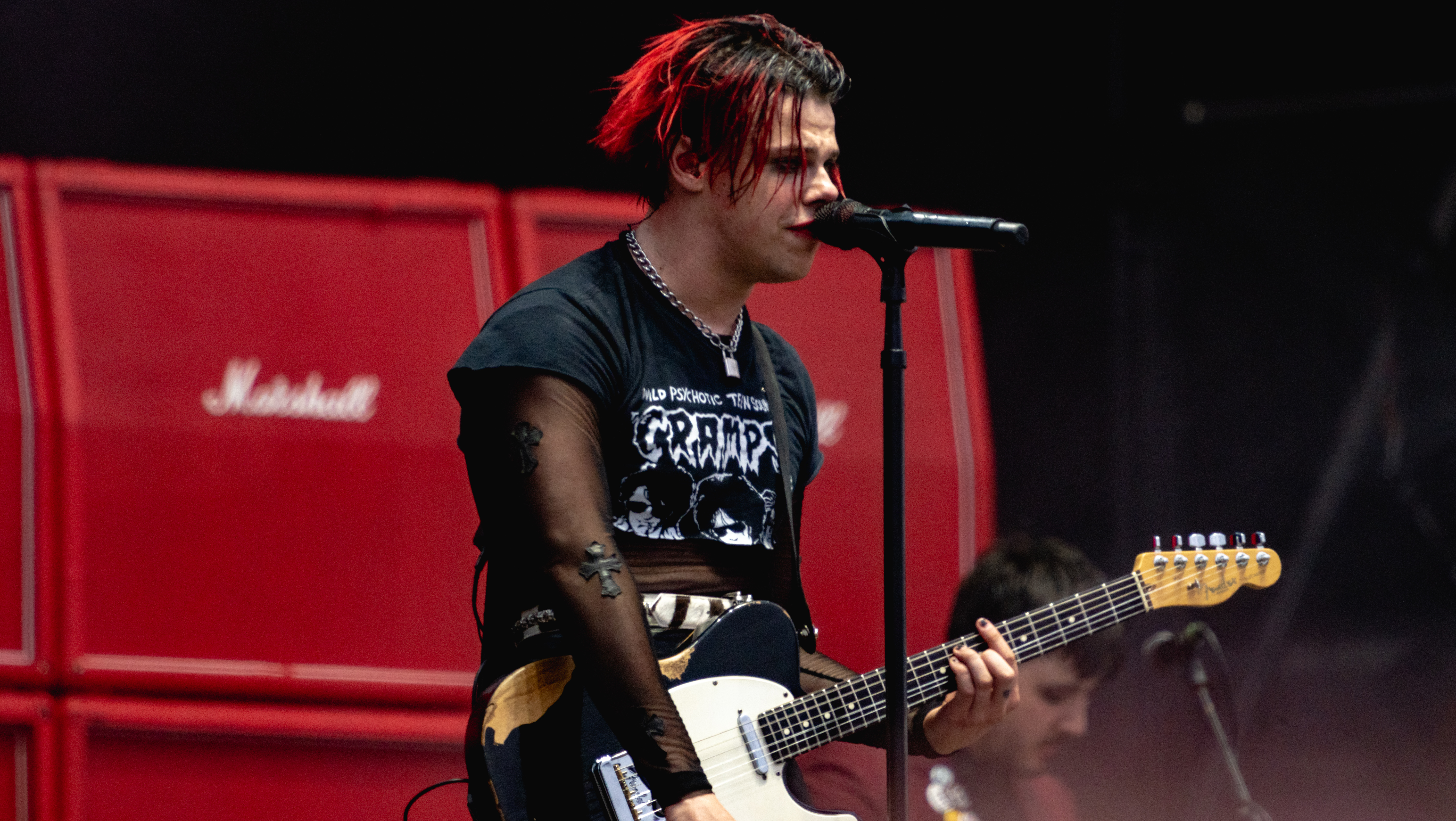
Англійський музикант Yungblud є помітним представником e-boy

Субкультура виникла в 2018 році після масового розповсюдження по всьому світу TikTok. Згідно зі статтею в iD, поява субкультури в цьому додатку поставила під сумнів відретушовані та відредаговані фотографії впливових осіб та VSCO girl, поширені в Instagram, через те, що TikTok не мав для цього такого функціоналу. У статті в CNN стверджується, що «якщо „VSCO girl“ — це хіпі 2020 року, які гріються на сонці, то „e-girls“ — навпаки». Субкультура вперше почала привертати увагу в 2019 році. Журнал MEL пояснює популярність цієї субкультури підвищеним інтересом до K-Pop гуртів, таких як BTS, Exo та Got7, до західного мейнстріму через подібний стиль одягу та зачісок. Незабаром у TikTok та інших соціальних медіа-платформах з'явилася тенденція, коли люди завантажували відео, «перетворюючись» на «e-girls» або «e-boys». Згідно з Vox Media, так ця культура «ввійшла в лексикон мейнстріму». Влітку 2019 року популярність Белль Дельфін в Інтернеті допомогла привернути увагу до субкультури «e-girls»; Business Insider описав Дельфіну як «символ першої хвилі е-girl». Вбивство Б'янки Девінс у липні 2019 року також привернуло увагу до «e-girls» через участь Девінс у цій субкультурі.
Ця субкультура продовжувала набувати популярності до 2020 року, коли Vogue опублікував статтю, у якій Доджа Кіт обговорювала макіяж для «e-girls». Так «стиль електронних дівчат» увійшов до 10-ки найпопулярніших модних термінів у Google за цей рік. Крім того, ряд основних знаменитостей почали робити собі зачіски з вибіленими смужками, які асоціюються з «e-girl», включаючи американську світську левицю Кайлі Дженнер та косовсько-англійську співачку Дуа Ліпу.
У липні 2020 року дизайнер високої моди Хеді Сліман випустив попередній перегляд колекції під назвою «The Dancing Kid» для Celine, створеної під впливом моди на «e-boys». У статті в GQ від 29 липня модний критик Рейчел Ташджян назвала це ознакою того, що «TikTok тепер керує модою». Пісня Corpse Husband «E-Girls Are Ruining My Life!», яка була випущена у вересні, стала мегапопулярною на TikTok, зрештою три тижні трималася в ТОП UK Singles Chart. Наприкінці 2020-го та на початку 2021 року ряд дизайнерів високої моди, а саме Людовік де Сен Сернен і Селін, почали створювати колекції, натхненні модою для «e-boys». І InStyle, і журнал «Paper» назвали культури «e-boys» та «e-girl» важливими для зростання популярності та відродження поп-панку в 2020-х роках.

## Мода
Мода цієї субкультури походить від низки попередніх субкультур, тенденцій моди та форм розваг, у тому числі молл гот, моди 1990-х — 2000-х років, скейтбордингу, аніме, молодіжних субкультур Японії, косплею, K-pop, БДСМ, емо, хіп-хопу та рейву. Наряди, зазвичай, передбачають використання мішкуватого одягу, придбаного у благодійних магазинах. Зокрема, деякі «e-girls» носять сітчасті сорочки, картаті спідниці, великі футболки, кроп-топи, туфлі на платформі, чокери та шапочки, замість великих светрів або монохромного одягу та сувенірних ремінців, одягнені сорочки з довгими рукавами в смужку та гольфи-поло. Також часто носять намиста з ланцюжків, ланцюжки для гаманців і висячі сережки.
E-boys часто роблять зачіску типу Curtained hair, тоді як волосся e-girls пофарбовані в неонові кольори, часто в рожевий або блакитний або висвітлені спереду. Деякі зав'язують волосся в кіски. Волосся, пофарбоване в два різні кольори посередині (відоме як «розщеплене волосся»), поширене серед представників обидвох статей
І хлопці, і дівчата можуть носити ефектний макіяж, зокрема рожеві рум'яна на щоках і носі, імітуючи аніме. Фальшиве ластовиння, недоглянуті нігті з лаком і крислата підводка для очей є також поширеним явищем. Ютубер Дженна Марблс зняла відео, яке імітує стиль макіяжу «e-girls», назвавши його поєднанням «макіяжу Харадзюку, емо та ігарі», останній з яких є японським стилем макіяжу, що імітує похмілля. Деякі e-girls малюють помадою поверх губного жолобка, щоб зробити губи круглішими. Одним із помітних елементів макіяжу для e-girls є штампи під очима, часто у формі серця. Це — тенденція, на яку вплинула Маріна Діамандіс. Обговорення психічного здоров'я також поширене в середовищі цієї субкультури.

## Музика
E-boys та e-girls асоціюються з музикою «Sad Boy», широко визнаним гуртом музикантів, які так само пишуть музику у стані смутку та під впливом психічних розладів, що часто збігається з емо-репом. Цей термін піддався критиці такими музикантами, як Джеймс Блейк, через надмірне зосередження уваги на психічних захворюваннях, які він вважає «нездоровими та проблематичними».
У 2020-х роках учасники субкультури стали, зазвичай, слухати виконавців, пов'язаних з відродженням поп-панку 2020-х років.